# Диас, Хулио
Хулио Диас (исп. Julio Diaz; род. 24 декабря 1979, Хикильпан, Мичоакан, Мексика) — мексиканский боксёр-профессионал, выступающий в полусредней весовой категории. Чемпион мира в лёгкой (временный титул по версии IBF 2006; версия IBF 2007) весовой категории.

## 1999—2007
Дебютировал в феврале 1999 года.
В октябре 2001 года Диас проиграл раздельным решением судей Энджелу Манфреди.
В марте 2005 года Диас уступил Хосе Луису Кастильо.
В мае 2006 года Диас завоевал временный титул в легком весе по версии IBF, победив Рикки Куилес.
В феврале 2007 года Диас нокаутировал чемпиона мира в легком весе по версии IBF Хесуса Чавеса.

## 2007-10-13Хуан Диас —Хулио Диас
- Место проведения:  Сирс Центр, Хоффман Эстейтс, Иллинойс, США
- Результат: Победа Хуана Диас техническим нокаутом в 9-м руанде в 12-раундовом бою
- Статус: Чемпионский бой за титул WBA во легком весе (7-я защита Хуана Диаса); чемпионский бой за титул IBF во легком весе (1-я защита Хулио Диаса); чемпионский бой за титул WBO во легком весе (1-я защита Хуана Диаса)
- Рефери: Джино Родригес — согласно HBO Джино Родригес, согласно BoxRec Хенаро Родригес
- Время: 0:01
- Вес: Хуан Диас 61,20 кг; Хулио Диас 61,20 кг
- Трансляция: HBO BAD
- Счёт неофициального судьи: Харольд Ледерман (70-63 Диас) — оценки после 7-го раунда

В октябре 2007 года состоялся объединительный бой в легком весе между чемпионом по версии IBF Хулио Диасом и чемпионом по версия WBA иWBO Хуаном Диасом. Хуан Диас доминировал в бою, выбрасывая большее количество точных ударов, и выигрывая большинство эпизодов. В самом начале 9-го раунда угол Хулио Диаса просигналил об остановке боя. Рефери прекратил поединок.